# Xã Aurora, Quận Kane, Illinois
Xã Aurora (tiếng Anh: Aurora Township) là một xã thuộc quận Kane, tiểu bang Illinois, Hoa Kỳ. Năm 2010, dân số của xã này là 146.149 người.